# لهب (اسم)
لهب هو اسم علم مذكر من أصل عربي، ومعناه هو اشتعال النار من غير دخان، لسان النار الغبار الساطع واللهيب حر النار، وأبو لهب عم النبي ﷺ مات مشركًا، واللهب هنا صفة لاحمرار وجهه، وسموا الأنثى «لهب».

## وصلات خارجية
- موسوعة السلطان قابوس لأسماء العرب نسخة محفوظة 5 أبريل 2019 على موقع واي باك مشين.